# Parroquia de Santa Catarina (Ciudad de México)
La Parroquia de Santa Catarina está ubicada en el barrio de la Lagunilla en el Centro histórico de la Ciudad de México. Es el templo principal del barrio y fue una de las primeras construcciones de este. Su fundación data del siglo XVI y ha sido reconstruida en varias ocasiones; el edificio actual data de mediados del siglo XVII, con modificaciones realizadas en 1692 y 1740. Su fiesta patronal se celebra el 25 de noviembre. Fue declarada monumento histórico el 9 de febrero de 1931.

## Historia
A la llegada del ejército de Hernán Cortés a la ciudad de Tenochtitlan, existía entre esta y su ciudad gemela de Tlatelolco, un pequeño cuerpo de agua al que los españoles llamaron la Lagunilla; con la desecación del lago esta pequeña laguna desapareció y sobre su lecho se estableció un barrio, que hasta la fecha es conocido como de la Lagunilla.
En 1537 la cofradía de Santa Catarina establece en el extremo oriente del barrio un hospital para españoles.  y una capilla anexa dedicada a Santa Catarina de Alejandría, así como un cementerio ubicado en el costado sur del conjunto, siendo Hernán Cortés uno de los principales impulsores de su construcción. Para mediados del siglo la población española de la traza estaba creciendo rápidamente, siendo este crecimiento orientado hacia el norte y el poniente de la traza, por ser las mejores zonas y la parroquia del Sagrario resultó insuficiente ya que era única de la ciudad, por lo que el 2 de mayo de 1563 se expide una cédula real que ordena al virrey Luis de Velasco y al arzobispo Montúfar la creación de 4 nuevas parroquias, pero la ciudad no podía costear la construcción de estas y los templos disponibles pertenecían a órdenes religiosas, por lo que el Virrey y e Arzobispo acudieron a la cofradía de Santa Catarina y a la archicofradía de los Caballeros las cuales habían fundado una ermita cada una y se consultó con ambas cofradías el elevar sus ermitas a la categoría de parroquias y estas aceptaron con gusto ya que le traería prestigio a sus respectivas sedes por lo que en 1568 la ermita de Santa Catarina fue ascendida junto con la ermita de la Santa Veracruz a parroquias lo que desahogó la administración de las necesidades espirituales para las familias españolas y criollas en las zonas norte y poniente de la Ciudad.
En 1629 ocurrió la gran inundación, considerada el mayor desastre natural en la historia de la ciudad, y para consuelo de la población, se trajo a la virgen de Guadalupe desde su santuario en una procesión a bordo de embarcaciones y se detuvo en la parroquia el 25 de septiembre, y a su partida de la ciudad casi 4 años después la imagen fue alojada en esta parroquia los días 13 y 14 de mayo de 1634. El templo resultó severamente dañado por la inundación y en 1640 tuvo que ser reconstruido, quedando listo hasta enero de 1662. Del 14 de mayo de 1691 al 4 de septiembre de 1692 la parroquia fue ampliada por el arquitecto Cristóbal de Medina Vargas, de estas obras destacan la portada lateral de estilo barroco y la capilla mayor, llamada de la Preciosa Sangre de Cristo. en 1740 la parroquia fue renovada y es la que vemos actualmente, aunque su portada es de mediados del siglo XVII.
El 18 de agosto de 1829 comenzó una nueva remodelación del templo, la cual fue financiada con la venta de objetos de plata de la parroquia, con la autorización del cabildo metropolitano. Como parte de las obras, que concluyeron el 25 de noviembre de 1830 se reedificaron las bóvedas y la torre, se construyeron de nuevo la sacristía y el cuadrante y se reedificó en su totalidad el altar mayor.
Por su jerarquía y ubicación geográfica al comienzo de la calzada de Guadalupe hacia el norte y en línea recta a la Catedral hacia el sur—, en el templo y en la plaza de Santa Catarina se iniciaban diversos festejos que se celebraban en la ciudad; era el punto de inicio de procesiones, se realizaban ceremonias para dar la bienvenida a los virreyes o se realizaban eventos para festejar a la Real Universidad, cuya patrona era Santa Catarina.
La parroquia cerro sus puertas debido a los daños estructurales ocurridos con el sismo de 2017 pero en 2022 el Fideicomiso del Centro Histórico de la Ciudad de México entregó la primera etapa de la restauración del templo y en noviembre de ese mismo año abrió nuevamente sus puertas al público.

## Descripción del templo
Su enorme fachada es sencilla y esta elaborada en su totalidad con tezontle y cantera, cuenta con una torre y una espadaña en cada uno de sus costados. En los dos cuerpos que componen la portada luce pilastras pareadas y estriadas, el nicho del segundo cuerpo está flanqueado por un par de estípites muy sencillos. La ventana coral está enmarcada por un marco acodado, flanqueado por dos óculos.,.

## Hechos históricos
- En la capilla de la preciosa sangre fueron sepultados el historiador Fernando de Alva Ixtlilxóchitl y su esposa, Antonia Gutiérrez[7]
- El 15 de agosto de 1770 fue bautizado en esta parroquia Mariano Matamoros,[5] el héroe de la independencia de México. Su partida de bautizo se conserva en el archivo parroquial[5]
- En el atrio de la Parroquia en 1847 durante la invasión estadounidense, el padre Celedonio Domeco de Jarauta arengó a la población del barrio a luchar contra los invasores.

## Galería

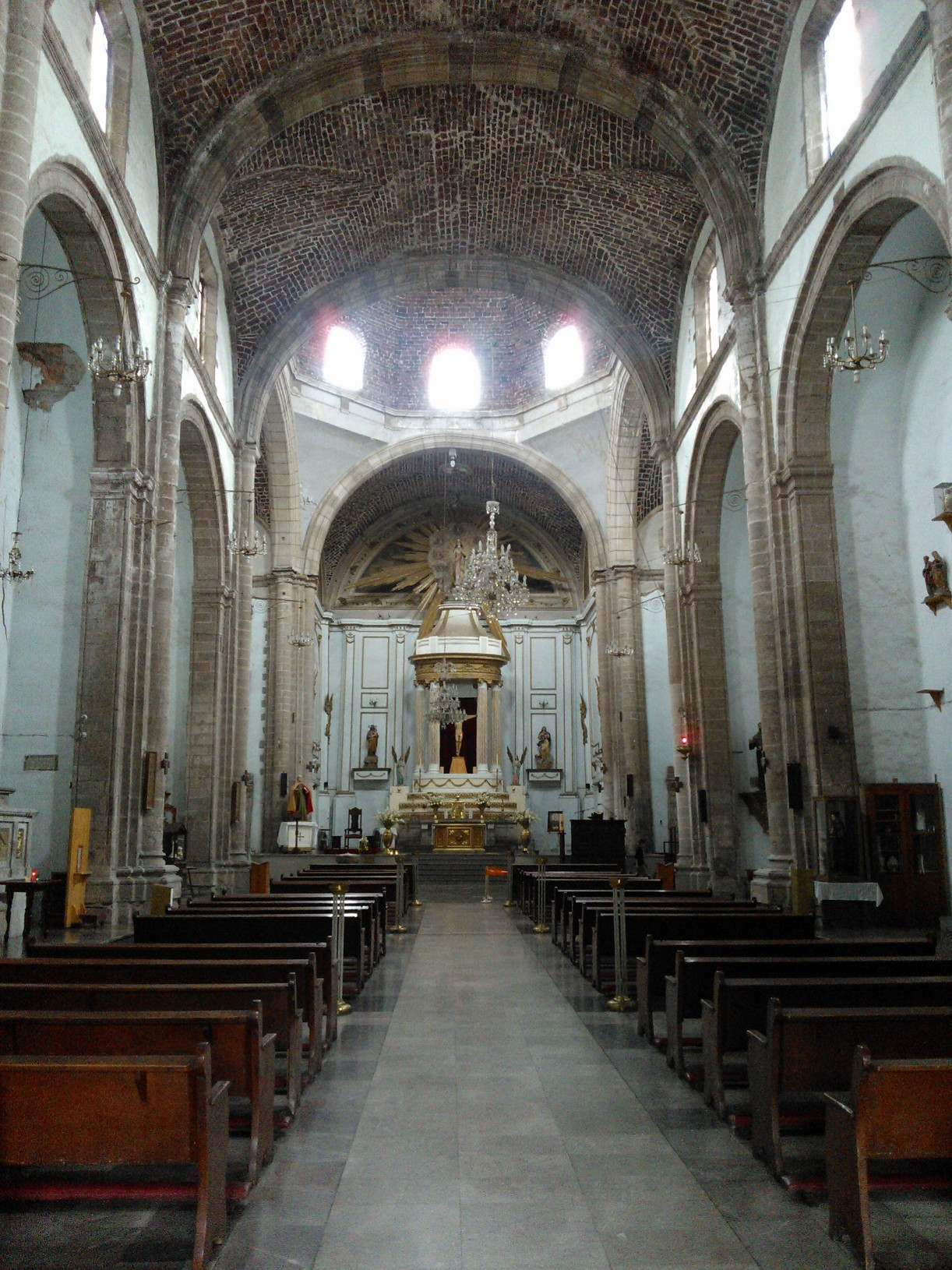
Interior de la Parroquia
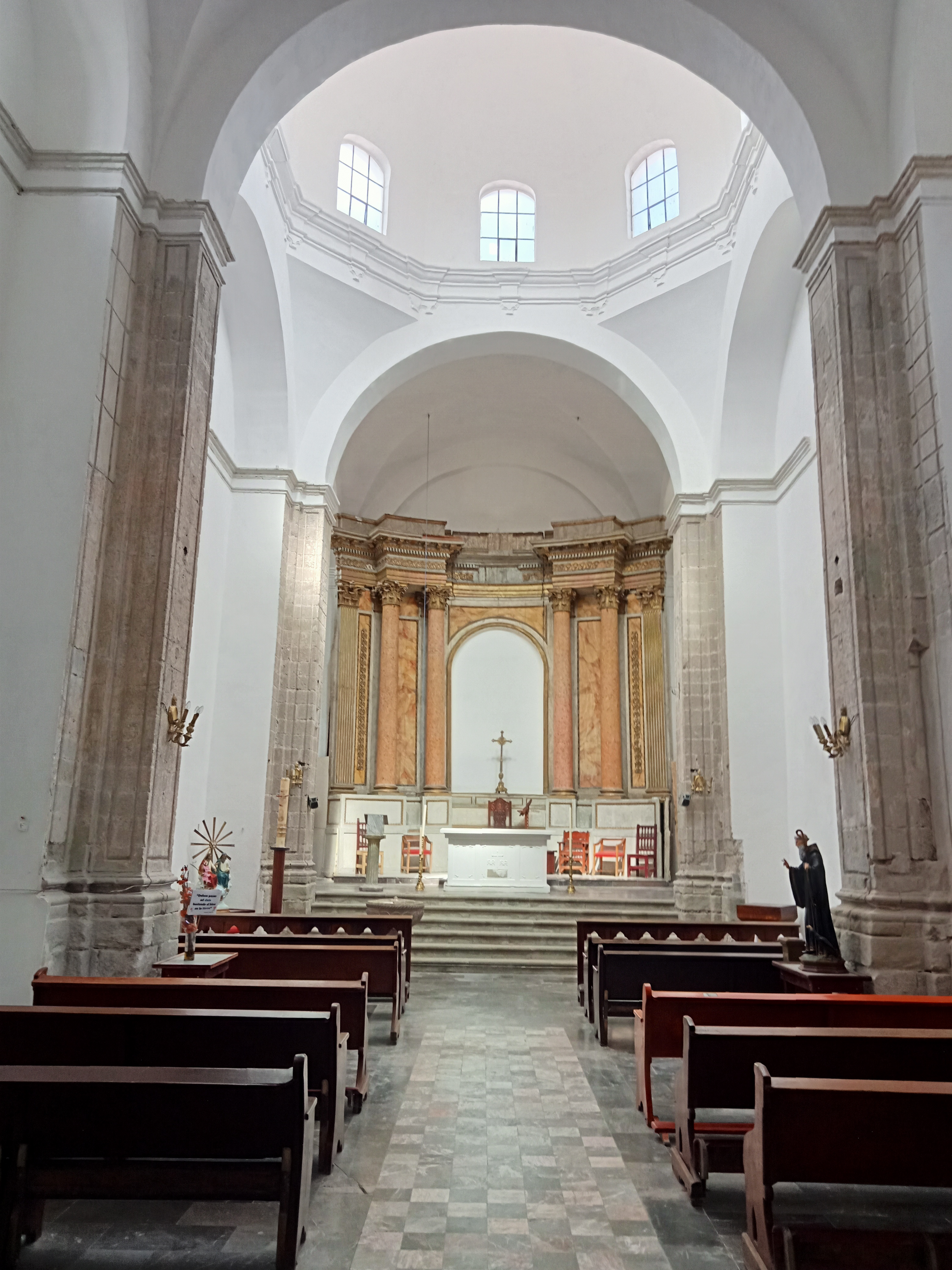
Interior de la capilla mayor
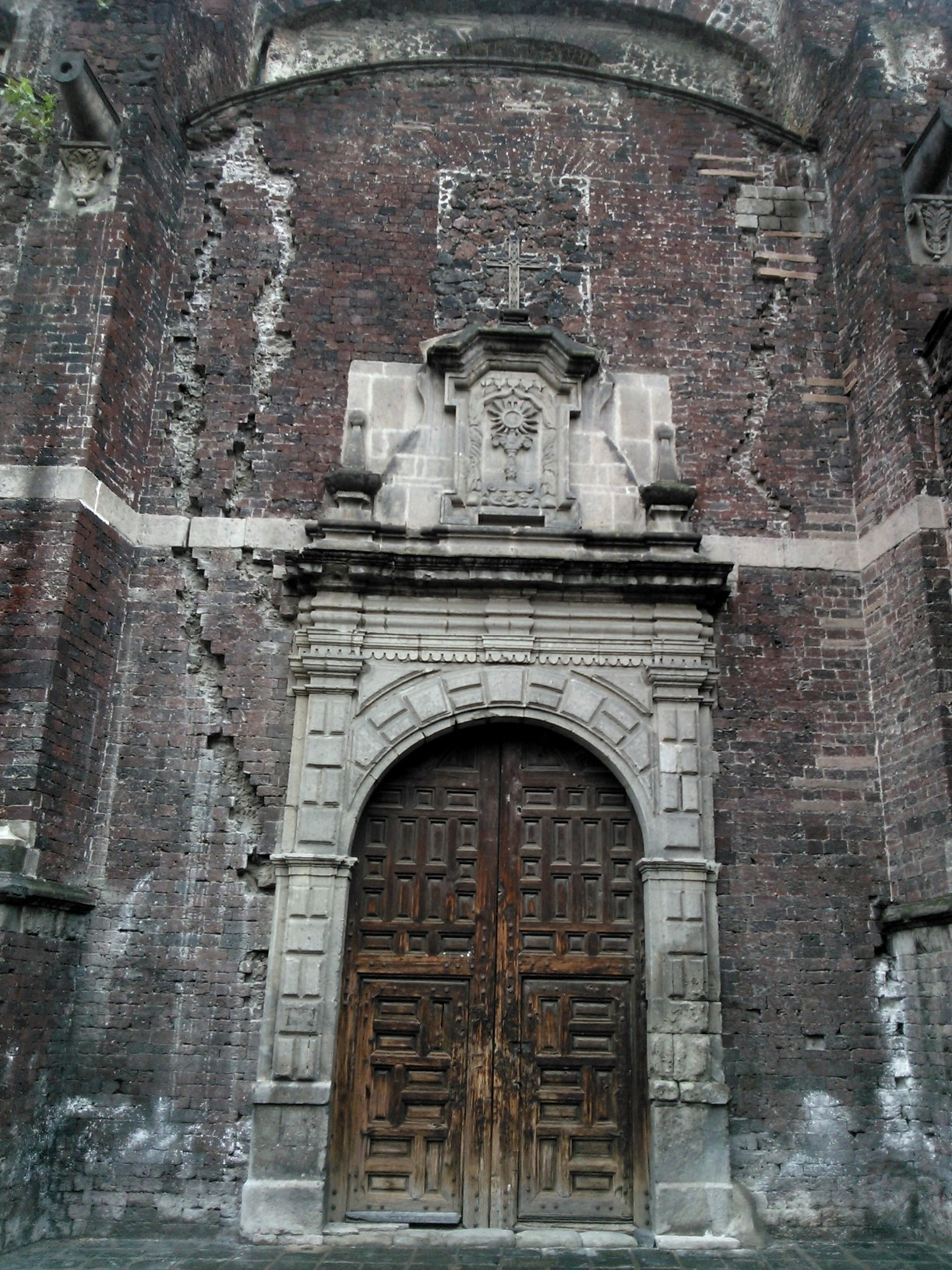
Portada lateral de estilo barroco obra del arquitecto Cristóbal de Medina Vargas
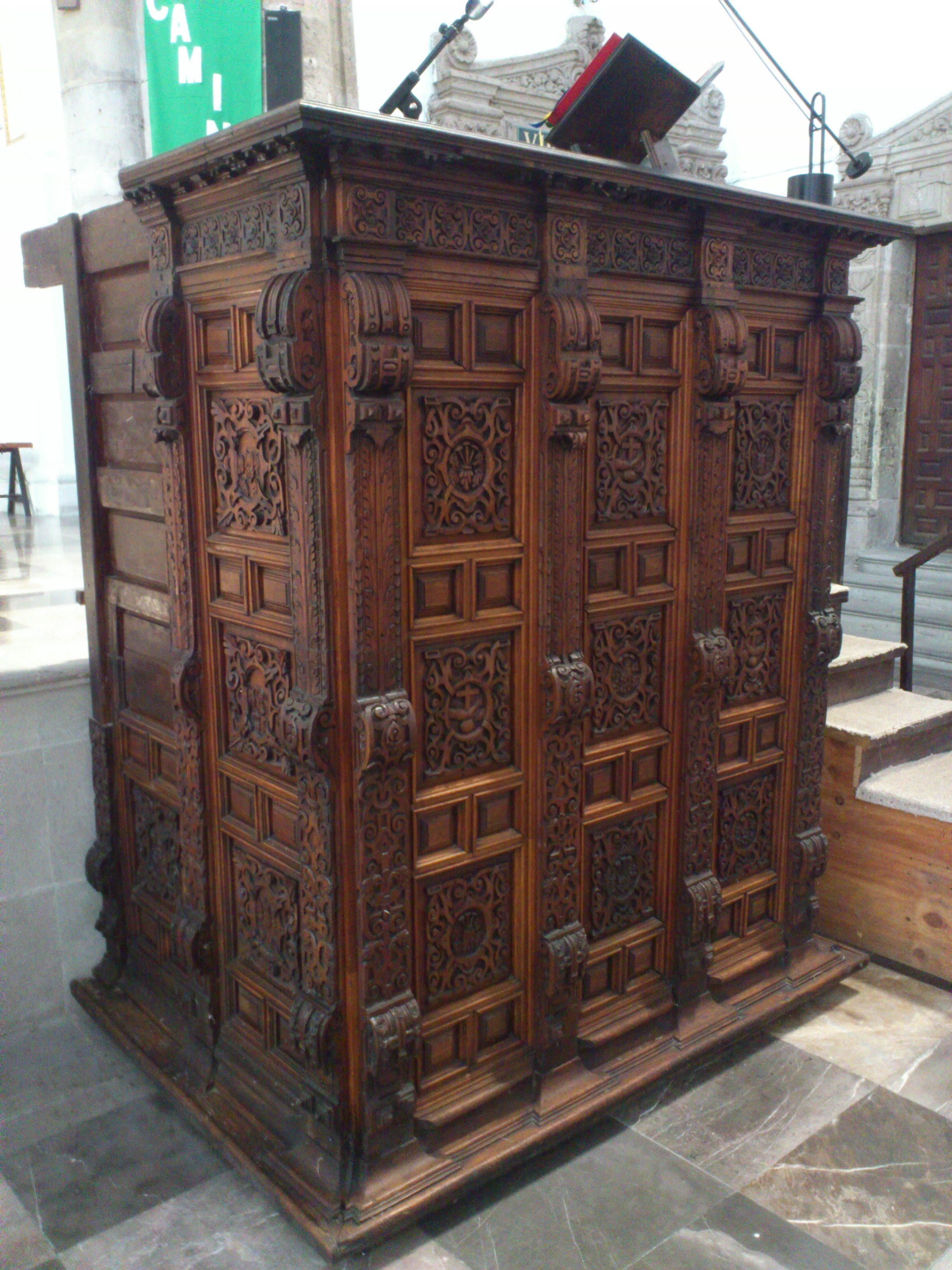
Púlpito con símbolos franciscanos,originalmente perteneció al Colegio de la Santa Cruz de Tlatelolco